# Liothrips usitatus
Liothrips usitatus är en insektsart som först beskrevs av Ian A. Hood 1927.  Liothrips usitatus ingår i släktet Liothrips och familjen rörtripsar. Inga underarter finns listade i Catalogue of Life.